# Стряпово (Ярославская область)
Стряпово — деревня в Любимском районе Ярославской области России.
С точки зрения административно-территориального устройства входит в состав Воскресенского сельского округа. С точки зрения муниципального устройства входит в состав Воскресенского сельского поселения.

## География
Расстояние до центра сельского поселения Гузыцина — 2,18 км, до райцентра Любима, являющегося ближайшим населённым пунктом — 1,98 км, до облцентра Ярославля — 93 км. Расположен на берегу реки Учи. Высота над уровнем моря — 108 м.

### Климат
Климат характеризуется как умеренно-континентальный с умеренно-теплым влажным летом, умеренно-холодной зимой и ярко выраженными сезонами весны и осени. Среднегодовая температура — +3,2°С. Средняя температура самого тёплого месяца (июля) — +18,2°С; самого холодного месяца (января) — −11,7°С. Абсолютный максимум температуры — +34°С; абсолютный минимум температуры — −35°С.

### Часовой пояс
Стряпово, как и вся Ярославская область, находится в часовой зоне МСК (московское время). Смещение применяемого времени относительно UTC составляет +3:00.

## История
Основана в 1907 году семьями зажиточных крестьян Пахомовых и Крыловых из Горицкой волости Грязовецкого уезда Вологодской губернии, купившими земли деревни по Столыпинской реформе, по семейному преданию, у помещицы из рода Шереметьевых. Название деревня получила, вероятно, по названию оформлявших эти земли после покупки стряпчих. Одноимённая деревня была учтена ещё в XIX веке, однако её географическое положение отличалось от расположения нынешнего Стряпова: при реке Кулзе, до Любима 18 верст. Занимались Пахомов и Крыловы преимущественно сельским хозяйством, оно является основой экономики деревни и по сей день.
С 1921 год по 1926—1927 года в деревне работала сельскохозяйственная коммуна, деятельность которой местными жителями была оценена как крайне неудовлетворительная. В 1923—1924 годах с центром в Стряпове был образован Стряповский сельсовет. В 1929 году здесь был организован колхоз «Вперёд». Период коллективизации сопровождался репрессиями: те, кто не передал имущество в колхоз, были или расстреляны, или вынуждены уехать. Уроженцы Стряпова участвовали в Великой Отечественной войне. В 1950 году в рамках укрупнения колхоза «Вперёд» в его состав вошли ещё 8 колхозов, в связи с чем колхозное правление было перемещено в Гузыцино. В 1954 году Стряповский и Бармановский сельсоветы были объединены в один Троицкий сельсовет. В 1967 году в деревне произошёл пожар. В 1969 году на территорию деревни в колхоз «Вперёд» был перенесён госсортоучасток. Шла работа по переселению в Стряпово специалистов.
1 января 2005 года в соответствии с законом Ярославской области № 65-з от 21 декабря 2004 года «О наименованиях, границах и статусе муниципальных образований Ярославской области» вошла в состав Воскресенского сельского поселения.

## Население
| 1989 | 2002 | 2007 | 2010 |
| ---- | ---- | ---- | ---- |
| 138  | ↘99  | ↘89  | ↘80  |

## Современное состояние
Население — 80 человек (2010). Согласно ОКАТО в деревне 60 домов и 4 улицы: Высокая, Красноармейская, Новоармейская, Октябрьская. Жители ведут ЛПХ: занимаются животно-, растение-, пчеловодством. Социальных учреждений нет. Есть насосно-водопроводная станция, введённая в эксплуатацию ещё в 1926 году, мост через реку Учу, на котором отсутствуют тротуары, что сильно затрудняет пешеходное движение и делает его небезопасным. В деревне действуют Любимский госсортоучасток при ФГБУ «Госсорткомиссия» и ООО «ЧАРКО», основной вид деятельности которой — оптовая неспециализированная торговля. Остановка общественного транспорта с местами для ожидания по обе стороны автодороги 78К-0012, которая проходит через населённый пункт, по состоянию на 2023 год ходят маршруты № 101, № 213д, № 522. Работает интернет 2G, 3G и 4G, обеспечиваемый операторами «Билайн», «Мегафон» и МТС. Газифицировано и электрифицировано.